# Swoge (stacja kolejowa)
Swoge – stacja kolejowa w Swoge, w obwodzie sofijskim, w gminie Swoge.